# Julienne de Hesse-Darmstadt
Julienne de Hesse-Darmstadt (14 avril 1606, Darmstadt - 15 janvier 1659, Osterode am Harz) est l'épouse de Ulrich II, comte de la Frise orientale et est régente pour son fils mineur Ennon-Louis de 1648 à 1651. 

## Biographie
Elle est la fille du comte Louis V de Hesse-Darmstadt et de Madeleine de Brandebourg, fille de l'Électeur Jean II Georges de Brandebourg.
Julienne arrive dans la Frise Orientale, le 5 mars 1631 et épouse le comte Ulrich II de Frise orientale sur le même jour. Elle et son mari ont trois fils: Ennon-Louis de Frise orientale, Georges-Christian de Frise orientale et Edzard Ferdinand. Malgré la tourmente de la Guerre de Trente Ans, Ulrich réussi à construire un château pour sa femme à Sandhorst. Il est achevé en 1648, même si la Frise Orientale doit supporter de grandes difficultés au cours de la guerre, en raison de diverses occupations.
Après la mort de son mari, elle est nommée tutrice de son fils mineur, et régente du comté. Cependant, elle envoie son fils encombrant à l'étranger et vit une vie dissolue, laissant la gestion du comté dans les mains de ses favoris, qui gèrent mal le comté, ce qui conduit à des problèmes croissants avec les Etats.
Le plus remarquable parmi ces favoris est le conseiller Johann von Marenholz et son épouse Élisabeth von Ungnad zu Sonneck, qui est une dame de compagnie pour Julienne. Julienne est soupçonnée d'avoir une liaison avec Marenholz, qui plus tard cause sa perte. Il est exécuté à Wittmund le 21 juillet 1651, après un simulacre de procès. Dans l'intervalle, Julienne a déplacé la cour de Aurich à Sandhorst. De nombreux habitants jugent qu'après la disparition de Marenholz et sa femme, les problèmes du comté sont réglés et exhortent le jeune comte Ennon Louis à prendre le pouvoir.
L'empereur Ferdinand III déclare Ennon Louis majeur en 1651, et en mai de cette année Ennon Louis prend le pouvoir. Sa mère est envoyée dans son douaire, au château de Berum. En 1654, elle ach!te la ferme Westerhof à Osterode am Harz, où elle est décédée le 15 janvier 1659.